# Resultados do Carnaval do Rio de Janeiro em 1953
Nesta página estão listados os resultados dos concursos de escolas de samba, frevos carnavalescos, ranchos carnavalescos, e sociedades carnavalescas do carnaval do Rio de Janeiro do ano de 1953. Os desfiles foram realizados entre os dias 15 e 17 de fevereiro de 1953.
A Portela venceu o Supercampeonato, conquistando seu décimo primeiro título de campeã do carnaval carioca. A escola realizou um desfile sobre seis importantes datas na História do Brasil. O enredo "Seis Datas Magnas" foi desenvolvido pelo artista Lino Manuel dos Reis, que conquistou seu sexto título à frente da escola. Pela primeira vez na história, uma escola de samba foi campeã com nota máxima em todos os quesitos. Com um desfile sobre o Baile da Ilha Fiscal, o Império Serrano ficou com o vice-campeonato por quatro pontos de diferença para a Portela. Vai Se Quiser, Cada Ano Sai Melhor, Aventureiros da Matriz, Azul e Branco do Salgueiro, Combinado do Amor, Corações Unidos de Jacarepaguá, Flor do Lins e Independentes do Leblon foram rebaixadas para a segunda divisão.
Acadêmicos do Engenho da Rainha venceu o Campeonato, sendo promovida à primeira divisão junto com Independentes do Rio (vice-campeã) e Paraíso das Baianas (terceira colocada).
Vassourinhas ganhou a disputa dos frevos. Decididos de Quintino foi o campeão dos ranchos. Clube dos Cariocas conquistou o título do concurso das grandes sociedades.

## Escolas de samba

### Supercampeonato
O desfile da primeira divisão, chamado de Supercampeonato, foi realizado no domingo, dia 15 de fevereiro de 1953, na Avenida Presidente Vargas. Devido a uma forte chuva que atingiu a cidade, o desfile, que estava marcado para começar às 21 horas, teve início somente às 23 horas e 50 minutos. O Supercampeonato foi organizado pelo Departamento de Turismo e Certames do Distrito Federal; pela Confederação Brasileira das Escolas de Samba (CBES); e pela Associação das Escolas de Samba do Brasil (entidade criada no ano anterior a partir da fusão da FBES com a UGESB). Assim como no ano anterior, o desfile ocorreu sob chuva. No tablado da comissão julgadora foi montada uma pequena cobertura, evitando que os jurados abandonassem o palanque como ocorreu em 1952.
| Ordem dos desfiles |
| 1. Azul e Branco do Salgueiro 2. Aventureiros da Matriz 3. Floresta do Andaraí 4. Império Serrano 5. Unidos do Indaiá 6. Filhos do Deserto 7. Unidos do Salgueiro 8. Unidos da Tamarineira 9. Paz e Amor 10. Portela 11. Índios do Acaú 12. Cada Ano Sai Melhor 13. Unidos do Cabuçu 14. Três Mosqueteiros 15. Vai Se Quiser 16. Estação Primeira de Mangueira 17. Depois Eu Digo 18. Aprendizes de Lucas 19. Unidos da Tijuca 20. União do Catete 21. Unidos da Capela 22. Império da Tijuca |

#### Julgadores
A comissão julgadora foi formada por: Manuel Farias; Dulce Marques; Alfredo Barbosa; e Paulo Oliveira Filho. O jurado Modestino Kanto não compareceu ao evento.

#### Classificação
Portela foi a campeã, conquistando seu décimo primeiro título no carnaval carioca. O título anterior foi conquistado dois anos antes, em 1951. Pela primeira vez na história, uma escola de samba foi campeã com nota máxima em todos os quesitos. A Portela apresentou o enredo "Seis Datas Magnas", desenvolvido pelo artista Lino Manuel dos Reis, que venceu o carnaval pela sexta vez. As seis datas retratadas no desfile foram o Enforcamento de Tiradentes; Batalha de Tuiuti; Batalha do Riachuelo; Grito do Ipiranga; Proclamação da República do Brasil; e Dia da Bandeira.
Império Serrano ficou com o vice-campeonato por quatro pontos de diferença para a campeã, desfilando um enredo sobre o Baile da Ilha Fiscal. Últimas colocadas, Vai Se Quiser, Cada Ano Sai Melhor, Aventureiros da Matriz e Azul e Branco do Salgueiro foram rebaixadas para a segunda divisão. Combinado do Amor, Corações Unidos de Jacarepaguá, Flor do Lins e Independentes do Leblon não desfilaram e também foram rebaixadas para o segundo grupo. Os julgadores se retiraram antes da passagem da última escola, o Império da Tijuca, que não foi julgada, sendo mantida no mesmo grupo para o ano seguinte.
| Legenda: Campeã Rebaixadas à segunda divisão * Sem informação disponível |

| Col. | Escola                        | Enredo                                                      | Carnavalesco(a)               | Pontos          |
| --- | ----------------------------- | ----------------------------------------------------------- | ----------------------------- | --------------- |
| 1 | Portela                       | Seis Datas Magnas                                           | Lino Manuel dos Reis          | 400             |
| 2 | Império Serrano               | O Último Baile da Corte Imperial                            | Direção de carnaval           | 396             |
| 3 | Estação Primeira de Mangueira | Unidade do Brasil                                           | Funcionários da Casa da Moeda | 341             |
| 4 | Aprendizes de Lucas           | Exaltação a Recife                                          | *                             | 286             |
| 5 | Unidos da Tijuca              | Também Temos Nossos Heróis: Caxias, Barroso e Santos Dumont | Miguel Moura                  | 262             |
| 6 | Unidos do Salgueiro           | Apoteose aos Heróis da Batalha de Guararapes                | *                             | 220             |
| 7 | Filhos do Deserto             | Incentivo à Cultura do Trigo                                | *                             | 209             |
| 8 | Unidos da Capela              | As Quatro Estações do Ano                                   | *                             | 189             |
| 9 | Três Mosqueteiros             | Aquarela do Brasil                                          | *                             | 186             |
| 10 | Paz e Amor                    | Rio de Janeiro, Jóia Universal                              | *                             | 184             |
| 11 | Floresta do Andaraí           | Descobrimento do Brasil e Primeira Missa                    | *                             | 182             |
| 12 | Unidos da Tamarineira         | Os Três Maiores Artistas do Brasil Colonial                 | *                             | 181             |
| 13 | Depois Eu Digo                | Os Três Vultos Imortais da Poesia Brasileira                | *                             | 177             |
| 14 | Unidos do Indaiá              | Comemoração ao Dia do Trabalho                              | *                             | 175             |
| 15 | União do Catete               | *                                                           | *                             | 166             |
| 16 | Índios do Acaú                | Os Grandes Vultos de Nossa História                         | *                             | 162             |
| 17 | Unidos do Cabuçu              | Bandeiras, Armas e Fardas do Brasil Antigo                  | *                             | 158             |
| 18 | Vai Se Quiser                 | Páginas Gloriosas                                           | *                             | 150             |
| 19 | Cada Ano Sai Melhor           | *                                                           | *                             | 143             |
| 20 | Aventureiros da Matriz        | Fundação da Cidade do Rio de Janeiro                        | *                             | 111             |
| 21 | Azul e Branco do Salgueiro    | Exaltação ao Exército Brasileiro                            | *                             | 106             |
| Combinado do Amor, Corações Unidos de Jacarepaguá, Flor do Lins e Independentes do Leblon não desfilaram |                               |                                                             |                               |                 |
| - | Império da Tijuca             | Primeira Cultura do Café no Brasil                          | Ismael, Doca e Mimosa         | Não foi julgada |

### Campeonato
O desfile da segunda divisão, chamado de Campeonato, foi realizado no domingo, dia 15 de fevereiro de 1953, na Praça Onze. Foi organizado pela Associação das Escolas de Samba do Brasil (AESB); pela Confederação Brasileira das Escolas de Samba (CBES); e pelo Departamento de Turismo e Certames do Distrito Federal.

#### Julgadores
A comissão julgadora foi formada por: Bustamante Sá; Flori Gama; José Nunes Sobrinho; Lourdes Amaral; e Wilson de Oliveira.

#### Classificação
Acadêmicos do Engenho da Rainha foi a campeã, sendo promovida à primeira divisão. Independentes do Rio e Paraíso das Baianas também foram promovidas à desfilar no primeiro grupo no ano seguinte. Diversas escolas desfilaram mas, sem motivos conhecidos, ficaram sem classificação.
| Legenda: Promovidas à primeira divisão * Sem informação disponível |

| Col. | Escola                          | Enredo                             | Carnavalesco(a) | Pontos |
| --- | ------------------------------- | ---------------------------------- | --------------- | ------ |
| 1 | Acadêmicos do Engenho da Rainha | Glória à Música Brasileira         | *               | 237    |
| 2 | Independentes do Rio            | A História do Café no Brasil       | *               | 225    |
| 3 | Paraíso das Baianas             | Glória à Música Popular Brasileira | *               | 217    |
| 4 | Unidos da Piedade               | Abençoada Terra                    | *               | 207    |
| 5 | Independentes da Serra          | Regresso da FEB                    | *               | 204    |
| 6 | Unidos da Congonha              | Cadetes da Escola Naval            | *               | 195    |
| 7 | Caprichosos de Pilares          | Benjamin Constant                  | *               | 162    |
| 8 | Unidos dos Arcos                | *                                  | *               | 159    |
| 9 | Corações da Liberdade           | Chico Viola                        | *               | 153    |
| 10 | Unidos do Jacaré                | *                                  | *               | 143    |
| 11 | Unidos do Barão                 | *                                  | *               | 139    |
| 12 | Verde e Amarelo                 | *                                  | *               | 126    |
| 13 | Mocidade de Um Paraíso          | *                                  | *               | 125    |
| 14 | Unidos do Leme                  | *                                  | *               | 122    |
| Sem classificação |                                 |                                    |                 |        |
| Cenáculo do Samba; Recreio de Rocha Miranda; Unidos do Outeiro; Independentes de Realengo; União dos Casados; Paraíso da Floresta; Império de Campo Grande; Unidos do Arapá; Unidos do Portugal-Brasil; Corações Unidos da Favela; Unidos do Marangá; Recreio de São Carlos; Império do Grotão; Recreio da Mocidade; Flor do Lins; Independentes de Turiaçu; Capricho do Centenário; Unidos da Vila Nova; Fiquei Firme; Sem Você Vivo Bem; Estrela de Ouro; Em Cima da Hora (Catumbi); e Unidos do Telégrafo. |                                 |                                    |                 |        |

## Frevos carnavalescos
O desfile dos frevos foi realizado a partir das 16 horas do domingo, dia 15 de fevereiro de 1953, na Avenida Presidente Vargas.
| Ordem dos desfiles |
| 1. Lenhadores 2. Vassourinhas 3. Pás Douradas 4. Misto Toureiros 5. Batutas da Cidade Maravilhosa 6. Prato Misterioso |

### Julgadores
A comissão julgadora foi formada por: Crisanto Luis; Cel. José Nunes Sobrinho; Breno Pessoa; Eustorgio Wanderlei; e Luiz Luna.

### Classificação
Vassourinhas foi campeão com dois pontos de vantagem para os Lenhadores.
| Col. | Frevo                         | Pontos |
| ---- | ----------------------------- | ------ |
| 1    | Vassourinhas                  | 172    |
| 2    | Lenhadores                    | 170    |
| 3    | Batutas da Cidade Maravilhosa | 113    |
| 4    | Misto Toureiros               | 98     |
| 4    | Pás Douradas                  | 98     |
| 5    | Prato Misterioso              | 78     |

## Ranchos carnavalescos
O desfile dos ranchos ocorreu, sob chuva, a partir das 20 horas da segunda-feira, dia 16 de fevereiro de 1953, na Avenida Presidente Vargas.
| Ordem dos desfiles |
| 1. Decididos de Quintino 2. União dos Caçadores 3. Aliados de Quintino 4. Inocentes de Catumbi 5. Unidos do Morro do Pinto 6. Índios do Leme 7. Aliança de Quintino 8. Azulões da Torre |

### Julgadores
A comissão julgadora foi formada por: Sobragil Carollo (cenógrafo); Luiz Ferrer (escultor); Ary Barroso (músico); Leão Felipe Toske (bordador); e Thiago de Melo (escritor).

### Classificação
Decididos de Quintino foi o campeão.
| Col. | Rancho                   | Enredo                                    | Pontos |
| ---- | ------------------------ | ----------------------------------------- | ------ |
| 1    | Decididos de Quintino    | O Carnaval Carioca e Seus Campeões        | 257    |
| 2    | União dos Caçadores      | Os Grandes Momentos da História do Brasil | 222    |
| 3    | Inocentes de Catumbi     | Histórias e Gênios do Brasil              | 183    |
| 4    | Aliança de Quintino      | A Corte de D. João VI                     | 146    |
| 5    | Unidos do Morro do Pinto | Símbolo da Pátria                         | 145    |
| 6    | Azulões da Torre         | As Quatro Estações do Ano                 | 124    |
| 7    | Índios do Leme           | Sonho de Primavera                        | 120    |
| 8    | Aliados de Quintino      | A Terra e Seus Planetas                   | 109    |

## Sociedades carnavalescas
O desfile das grandes sociedades foi realizado a partir da noite da terça-feira de carnaval, dia 17 de fevereiro de 1953, na Avenida Rio Branco.
| Ordem dos desfiles |
| 1. Clube dos Democráticos 2. Tenentes do Diabo 3. Pierrôs da Caverna 4. Embaixada do Sossego 5. Clube dos Cariocas 6. Turunas de Monte Alegre 7. Clube dos Fenianos |

### Classificação
Clube dos Cariocas venceu a disputa.
| Col. | Sociedade               | Pontos |
| ---- | ----------------------- | ------ |
| 1    | Clube dos Cariocas      | 362    |
| 2    | Turunas de Monte Alegre | 355    |
| 3    | Embaixada do Sossego    | 348    |
| 4    | Tenentes do Diabo       | 338    |
| 5    | Clube dos Democráticos  | 269    |
| 6    | Clube dos Fenianos      | 238    |
| 7    | Pierrôs da Caverna      | 227    |